# القصبة (المحابشة)

تعديل مصدري - تعديل

القصبة هي إحدى قرى عزلة المخاويس بمديرية المحابشة التابعة لمحافظة حجة، بلغ تعداد سكانها 142 نسمة حسب تعداد اليمن لعام 2004.